# Клобуцьк
Клобуцьк (пол. Kłobuck, нім. Klobutzko) — місто в південній Польщі.
Адміністративний центр Клобуцького повіту Сілезького воєводства.

## Демографія
Демографічна структура станом на 31 березня 2011 року:
|          | Загалом | Допрацездатний вік | Працездатний вік | Постпрацездатний вік |
| -------- | ------- | ------------------ | ---------------- | -------------------- |
| Чоловіки | 6322    | 1135               | 4462             | 725                  |
| Жінки    | 6928    | 1118               | 4018             | 1792                 |
| Разом    | 13250   | 2253               | 8480             | 2517                 |